# Henri Fleisch
Pour les articles homonymes, voir Fleisch.
Henri Fleisch, né le 1er janvier 1904 à Jonvelle (Haute-Saône) et mort le 10 février 1985 à Beyrouth au Liban où il est inhumé, est un missionnaire, érudit des langues du Moyen-Orient et de la préhistoire, enseignant au Liban.

## Biographie
Il entre à la Compagnie de Jésus de Lyon Fourvière en septembre 1921. Ordonné prêtre catholique le 24 août 1933, il célèbre sa première messe à Jonvelle le 27 août.
Autodidacte, c’est un spécialiste des langues orientales, études pour lesquelles il obtient un doctorat à la Sorbonne en mai 1943, avec une thèse publiée dans « Travaux et mémoires de l’Institut d’ethnologie de Paris »
Il effectue de nombreux séjours à l’étranger, et s’installe au Liban, qu’il a découvert à Bikfaya en 1923-1926. Il fait son service militaire en Syrie et y est blessé au cours d’un affrontement.
Mobilisé en 1939, il est fait prisonnier le 19 juin 1940 et détenu au Stalag XII ; il est de retour en février 1941. À partir d’août 1945 il enseigne à l’Institut des lettres orientales de l’université Saint-Joseph de Beyrouth.
Il est l’auteur de deux cent quarante publications, notamment sur les parlers orientaux ; c’est un spécialiste de l’arabe, du grec, du latin, du syriaque, de l’hébreu…
Il a notamment écrit un petit opuscule Vocabulaire de français régional sur le patois de Jonvelle, en 1951. Il est l’auteur du Traité de philologie arabe en 1961 et 1977, de Mon rucher en 1945.